# Mourmachi
Mourmachi (en russe : Мурмаши) est une commune urbaine de l'oblast de Mourmansk, en Russie. Sa population s'élevait à 13 688 habitants en 2019.

## Géographie
Mourmachi se trouve dans la péninsule de Kola, au bord du lac artificiel de la Nijnaïa Touloma (Touloma inférieure). Mourmachi est située à 20 km au sud-ouest de Mourmansk et à 1 474 km au nord de Moscou.

## Histoire
Mourmanchi a été fondée en 1938, comme une cité ouvrière pour loger le personnel employé à la construction de la centrale hydroélectrique de la Nijnaïa Touloma. Aujourd'hui la localité abrite l'aéroport international de Mourmansk et une gare ferroviaire. Une filiale de l'entreprise publique électroénergétique TGC-1 s'y trouve.

## Population
C'est la localité la plus peuplée du raïon de Kola. Sa population, selon le recensement de 2010, était de 14 152 habitants (57,2 % d'hommes et 42,8 % de femmes).
Recensements (*) ou estimations de la population
| 1959* | 1970* | 1979*  | 1989*  | 2002*  |
| ----- | ----- | ------ | ------ | ------ |
| 8 840 | 8 836 | 10 895 | 14 312 | 16 343 |

| 2006   | 2010*  | 2012   | 2013   | 2014   |
| ------ | ------ | ------ | ------ | ------ |
| 15 859 | 14 152 | 13 934 | 13 845 | 13 804 |

| 2015   | 2016   | 2017   | 2018   | 2019   |
| ------ | ------ | ------ | ------ | ------ |
| 13 789 | 13 817 | 13 817 | 13 735 | 13 688 |